# Oosterwolde (Gueldre)
Pour les articles homonymes, voir Oosterwolde.
Oosterwolde est un village situé dans la commune néerlandaise d'Oldebroek, dans la province de Gueldre. Le 1er janvier 2005, le village comptait 2 170 habitants.